# Градус Ньютона
Градус Ньютона (°N) — неиспользуемая ныне единица температуры.
Температурная шкала Ньютона была разработана Исааком Ньютоном в 1701 году для проведения теплофизических исследований и стала, вероятно, прообразом шкалы Цельсия.
В качестве термометрической жидкости Ньютон использовал льняное масло. За ноль градусов Ньютон взял температуру замерзания пресной воды, а температуру человеческого тела он обозначил как 12 градусов. Таким образом, температура кипения воды стала равна 33 градусам.
Формула для перевода градусов Ньютона в градусы Цельсия и обратно:
{\displaystyle [\mathrm {^{o}C} ]={\frac {100}{33}}[\mathrm {^{o}N} ]}
{\displaystyle [\mathrm {^{o}N} ]={\frac {33}{100}}[\mathrm {^{o}C} ]}